# Euronychodon
Euronychodon is een geslacht van theropode dinosauriërs, behorend tot de groep van de Maniraptora, dat tijdens het late Krijt leefde in het gebied van Europa en Azië. Euronychodon is alleen van tanden bekend. Er zijn twee soorten benoemd: Euronychodon portucalensis en Euronychodon asiaticus.

## Euronychodon portucalensis
In 1988 werd een losse tand vermeld die bij Taveira in Portugal was gevonden. Die werd toegeschreven aan Paronychodon lacustris. In 1991 werd de tand als een aparte typesoort Euronychodon portucalensis benoemd en beschreven door Miguel Telles Antunes en Denise Sigogneau-Russell. De geslachtsnaam is een combinatie van Europa en Paronychodon, een oorspronkelijk Amerikaans geslacht. De soortaanduiding is afgeleid van Portucale, een oude naam voor Porto.
Het holotype, CEPUNL TV 20, is gevonden in een laag uit het Campanien-Maastrichtien. Het bestaat uit een enkele tand. Als paratypen werden aangewezen CEPUNL TV 18 en CEPUNL TV 19, twee tanden uit dezelfde lagen.
De tand heeft een lengte van 1,8 millimeter. De tandkroon is gebogen en zeer langgerekt met twee langwerpige verticale uithollingen op de zijkant, gescheiden door een middenrichel. De achterrand toont op ongeveer twee derden van de hoogte een plotse knik naar achteren. Er is geen duidelijke insnoering van de tandbasis. De tand heeft een D-vormige doorsnede met de bolle zijde aan de buitenkant. Een ontbreken van uithollingen werd door de beschrijvers als rechtvaardiging gegeven om een nieuw taxon te benoemen. Omdat die in feite wel aanwezig zijn, wees Oliver Rauhut de soort in 2000 toch aan Paronychodon toe. Het dier waartoe de tanden behoorden, is vermoedelijk een kleine tweevoetige roofsauriër, wellicht een lid van de Deinonychosauria.

## Euronychodon asiaticus
In 1985 meldde Lew Nesow de vondst bij Dzjarakoedoek van zeven tanden uit de Bissektiformatie van Oezbekistan die dateert uit het Turonien. Eerst wees hij die toe aan Paronychodon lacustris maar in 1995 benoemde hij ze als een tweede soort van Euronychodon: Euronychodon asiaticus. De soortaanduiding verwijst naar de herkomst uit Azië.
Het holotype, CCMGE N 9/12454, bestaat uit een gebogen tand. De zes overige tanden zijn de paratypen. De buitenzijde van de tanden is vlak tot licht bol met een klein aantal verticale richels. De binnenzijde heeft veertien richels. Een groot aantal andere tanden is later aan de soort toegewezen.
Nesow plaatste de soort als Theropoda incertae sedis. De band met E. portucalensis werd door hem alleen gelegd vanwege de vorm, niet omdat hij werkelijk dacht dat de dieren waarvan de tanden afkomstig waren speciaal verwant waren, iets wat alleen al door de verschillende geologische ouderdom onwaarschijnlijk is. Nesow meende dat zulke afwijkende tanden bij toeval gevormd werden als bij een jong dier precies op de sluitende middennaad van de praemaxillae een kleine tand tot ontwikkeling kwam.